# Francka Premk
Francka Premk, slovenska filologinja, * 24. januar 1943, Ljubljana.

## Življenjepis
Rodila se je Marji Boršnik, literarni zgodovinarki, in Tiborju Škerlaku, fizikalnemu kemiku. Osnovno šolo in gimnazijo je obiskovala v Ljubljani in tam leta 1961 tudi maturirala. Po opravljenih osrednjih predkliničnih izpitih na Medicinski fakulteti v Ljubljani je nekaj časa študirala na dveh fakultetah, nato pa se je posvetila samo humanistiki in je leta 1964 na Filozofski fakulteti v Ljubljani pridobila diplomo I. stopnje z nazivom predmetnega učitelja francoščine in ruščine. V letih 1964-1969 je na Filozofski fakulteti v Zürichu opravila izpite iz nemščine, latinščine, provansalščine, stare francoščine, stare cerkvene slovanščine, stare ruščine, sodobne francoščine, ruščine, italijanščine, posebej pa jo je pritegnila metoda profesorja Georgesa Pouleta, pri katerem je leta 1973 promovirala iz francoščine, ruščine in italijanščine. Doktorski izpit iz francoščine z disertacijo o Michelu de Montaigneju pri Georgesu Pouletu je opravila z oceno »summa diligentia et magna sagacitate conscripta«. V času svojega študija v Švici je delala v Italijanskem rokopisnem oddelku, poučevala nemščino na Gewerbeschule Zürich in francoščino ter italijanščino na švicarski gimnaziji v Wetzikonu. V letu 1972 je na Filozofski fakulteti v Ljubljani pridobila diplomo II. stopnje iz  francoščine in ruščine in naknadno 1974 še diferencialne izpite B diplome iz zgodovine slovenskega jezika in slovenskega narečjeslovja.
Aktivno znanje slovenščine, nemščine, francoščine, italijanščine, ruščine, češčine, angleščine, hrvaščine, hebrejščine, latinščine in vsaj pasivno znanje ostalih slovanskih jezikov ter grščine ji je omogočilo, da se je s študijami jezika besedil slovenskih protestantskih piscev 16. stoletja ukvarjala primerjalno.

## Znanstveno delo
Od leta 1973 naprej se je posvetila slovenistiki, filologiji in primerjalnim študijam. Po ustreznih pripravah (enoletno zbiranje gradiva za kartoteko romanskih izposojenk v slovenščini pod vodstvom Franceta Bezlaja in romanista Heinricha Schmidta)  je bila sprejeta kot prva uslužbenka v na novo osnovano Delavnico za historične slovarje slovenskega jezika na Inštitutu za slovenski jezik Frana Ramovša ZRC SAZU, danes preimenovano v Sekcijo za zgodovino slovenskega jezika, ki se ukvarja z izdelavo slovarja jezika slovenskih protestantskih piscev 16. stoletja. 
Leta 1976 se je strokovno izpolnjevala v Pragi, leta 1977 se je s predavanjem o slovenski historični leksikografiji udeležila mednarodnega kongresa historične leksikografije v Leidnu. Tam je spoznala, da je poznavanje izvirnega hebrejskega jezika neizogibno pri nadaljnjem leksikografskem delu, temelječem na svetopisemski literaturi, saj je vzporejanje besedil Trubarja in Dalmatina z jezikom izvirnika temeljnega pomena za poglobljeni študij prevajanja slovenskih protestantskih piscev 16. stoletja. Zato je po študiju hebrejskega jezika leta 1978 v Jeruzalemu opozarjala na problematiko Trubarjevega besedišča in Dalmatinove Biblije 1584 v odnosu do izvirnika s številnimi predavanji ter referati doma in v tujini. Leta 1986 ji je bil na Inštitutu za slovenski jezik Frana Ramovša dodeljen sedem mesečni dopust za primerjalno slovenistično-hebraistično izobraževanje na mednarodni akademiji Jerusalem peace academy Tantur. Leta 1989 je na Filozofski fakulteti v Ljubljani zagovarjala svoj drugi doktorat z doktorsko disertacijo »Pomenska in stilistična problematika Trubarjevega in Dalmatinovega prevoda Davidovega psaltra v luči hebrejskega izvirnika«. Gre za prvi filološki doktorat Filozofske fakultete v Ljubljani, pri katerem je bil v komisiji poleg slovenistke Brede Pogorelec in klasičnega filologa Kajetana Ganterja tudi teolog Jože Krašovec. Disertacija je leta 1992 v predelani in dopolnjeni obliki izšla kot monografija »Korenine slovenskih psalmov« (750 str. (COBISS)) pri Trubarjevem društvu v Ljubljani. Leta 1993 se je kot zmagovalka mednarodnega natečaja za raziskovalno štipendijo na »Istituto di lingue e letterature dell'Europa orientale« v Vidmu ukvarjala s študijem primerjalne kulturnozgodovinske in jezikoslovne literature ter z raziskovanjem dokumentacije o ustvarjalnem sodelovanju slovenskih, hrvaških, furlanskih in italijanskih prevajalcev iz bibličnih jezikov v času reformacije.
Njena bibliografija šteje poleg dveh knjig preko 120 bibliografskih enot, pisanih v slovenščini, hrvaščini, ruščini, češčini, francoščini, italijanščini in angleščini. Prvenstveno obravnava področje historičnega jezikoslovja, primerjalnega jezikoslovja, pa tudi literarne kritike, literarne zgodovine in primerjalne književnosti.
Predavala je na svetovnih slovenističnih, kroatističnih in hebraističnih kongresih (Ljubljana, Maribor, Nova Gorica, Pišece, Murska Sobota, Puconci in drugod po Sloveniji, Zagreb, Beograd, Sarajevo, Reka, Opatija, Milano, Trst, Videm, Milano, Moskva, Pariz Sorbonne, Madrid, Berlin idr.). 
V raziskovalnem delu se povezuje z leksikografskimi centri v tujini (La Crusca, Leiden, Pariz, Praga idr.)

## Ostalo
Francka Premk se je, poleg pionirskega dela ob osnovanju nove sekcije, izdelave pravilnika za izpisovanje gesel itn., ukvarjala tudi s somentorstvom, organizacijsko pa je sodelovala pri organizaciji mednarodnih simpozijev (Jerusalem in Slavic Culture v Ljubljani, jubilejna sekcija simpozija Slovenskega slavističnega društva na Bledu 2003, posvečena slavistki Marji Boršnik itn.) in gostovanj tujih predavateljev. Večkrat je bila tudi gostja radijskih in televizijskih oddaj RTV Slovenija. Je članica uredniškega odbora hrvaške jezikoslovno-književne revije Riječ in članica Slavističnega društva Slovenije.

## Izbrana bibliografija
- La signification du moment présent et l'idée de la mort chez M. de Montaigne, (Dissertation de doctorat). Ljubljana: Univerzitetna tiskarna, 1973. 126, XI, [1] str. (COBISS).
- Korenine slovenskih Psalmov. Ljubljana: Trubarjevo društvo, 1992. 752 str. (COBISS).
- MERŠE, Majda, NOVAK, France, PREMK, Francka. Slovar jezika slovenskih protestantskih piscev 16. stoletja : poskusni snopič. Ljubljana: Založba ZRC, ZRC SAZU, 2001. 131 str. (COBISS).
- Trubarjev in Dalmatinov psalter v luči izvirnega besedila : sto devetintrideseti psalm / Ps 139. Dialogi (Maribor), 1990, 26, št. 7/8/9, str. 84-91. (COBISS).
- Sloveno-hebraica: eksotična poimenovanja dišav in dragocenih oblačil v najstarejših slovenskih psalmskih prevodih (Ps 45). Jezikosl. zap., 1991, št. 1, str. [47]-62. (COBISS).
- Mana, ta kruh tiga lebna : globinska sinhrona in diahrona raziskava besede mana. Jezikosl. zap., 1995, št.2, str. 195-218. (COBISS).
- Hebraizmi Trubarjevih in Dalmatinovih robnih besedil. Jezikosl. zap., 1995, št.2, str. 219-226. (COBISS).
- Primož Trubar e i suoi rapporti con Trieste e la cultura religiosa italiana del'500. Studi Goriziani, luglio-dicembre 1995, let. 82, št. 82, str. 35-42. (COBISS).
- O vethozavetnyh tradicijah v tekste Brižin'skih (frejzingenskih) otryvkov. Vopr. âzykozn., 1996, št. 1, str. 94-107. (COBISS).
- Poznati i nepoznati kruh kod Nikola Šopa. Rad Hrvat. akad. znan. umjet., Razred druš. znan., 2006, knj. 27 (493), str. 179-199.(COBISS).
- Starejše in mlajše povezave med slovenščino in hebrejščino. Riječ, 2007, god. 13, sv. 1, str. 42-52. (COBISS).
- Srce, ključna beseda Tavčarjevih Mrtvih src : Besedna in besedilna analiza, soočena z monografijo o Ivanu Tavčarju. V: HLADNIK, Miran (ur.), KOCIJAN, Gregor (ur.). Slovenski roman, (Obdobja, 21). Ljubljana: Center za slovenščino kot drugi/tuji jezik pri Oddelku za slovenistiko Filozofske fakultete, 2003, str. 459-469. (COBISS).
- Na poti v obljubljeno deželo. V: STURM-SCHNABL, Katja (ur.). Berta Bojetu Boeta : prvi mednarodni simpozij : zbornik predavanj. Celovec: Mohorjeva, 2005, str. 101-127. (COBISS).
- Drago Kuhar, prekmurski pesnik, in njegova vizija slovenske reformacijske ustvarjalnosti. V: VUGRINEC, Jože (ur.). Prekmurska narečna slovstvena ustvarjalnost : zbornik mednarodnega znanstvenega srečanja, Murska Sobota, 14. in 15. julij 2003. Petanjci: Ustanova dr. Šiftarjeva fundacija, 2005, str. 267-279. (COBISS).
- Usodna in univerzalna osmica : numerična osnova v luči dobe bivanja in ustvarjanja. V: JUVAN, Marko (ur.), SAJOVIC, Tomaž (ur.), PRETNAR, Tone (ur.). Individualni in generacijski ustvarjalni ritmi v slovenskem jeziku, književnosti in kulturi : ob 10-letnici smrti Marje Boršnikove : mednarodni simpozij v Ljubljani od 24. do 26. junija 1992 pod vodstvom Toneta Pretnarja, (Obdobja, 14). Ljubljana: Znanstveni inštitut Filozofske fakultete, 1994, str. 173-191, ilustr. (COBISS).